# فيكتوريا باش
فيكتوريا باش (من مواليد 24 مايو 1990 في تاتابانيا )  هي حارس مرمى كرة يد سابق في  فريق المجر.

## الإنجازات
- البطولة الوطنية المجرية للسيدات :
  - الميدالية الفضية : 2010 ، 2011
- كأس المجر لكرة اليد للسيدات :
  - الميدالية الفضية : 2011

## روابط خارجية
- إحصائيات Viktória Pácz المهنية على Worldhandball.com